# Sjón
Sigurjón Birgir Sigurðsson (født 27. august 1962), kendt under kunstnernavnet Sjón, er en islandsk forfatter og lyriker. Navnet Sjón er en forkortelse af Sigurjón og betyder syn. Han har skrevet musiktekster samt lyrik, og hans romaner er oversat til 35 sprog. I 2005 modtog han Nordisk Råds Litteraturpris for sin femte roman Skygge-Baldur.

## Værker oversat til dansk
- Korngult hår, grå øjne,[3] roman (2019)
- CoDex 1962,[4] roman (2016)
- Månesten,[5] roman (2013)
- Tusmørkeundere, roman (2008)
- Splinten fra Argo, roman (2005)
- Skygge-Baldur, roman (2003)
- Dine øjne så mig, roman (1994)